# 王喬桂
王喬桂（1530年—1577年），字引瞻，號會峰，湖廣荊州府石首縣人，明朝政治人物。

## 生平
隆慶元年（1567年）丁卯科湖廣鄉試第六十一名舉人。隆慶二年（1568年）中式戊辰科會試第八十五名，三甲第一百七十二名進士。考选翰林院庶吉士，四年三月授福建道监察御史，十月升福建按察司漳南道佥事，萬曆二年（1574年）八月升四川参议，五年卒于官，年四十八。

## 著作
著有《蟬芬軒詩集》。

## 家族
曾祖王鉉，教授；祖父王璞，封刑部給事中；父王䋊，戶科都給事中。母萬氏（封孺人）。永感下。兄喬岱（歲贡生）、喬衡（癸卯贡士）、喬華（通判）、喬崐（署丞）、喬蒙（监生）、喬吴（丙午贡士）。弟喬岷、喬舄。